# Copa América 1919

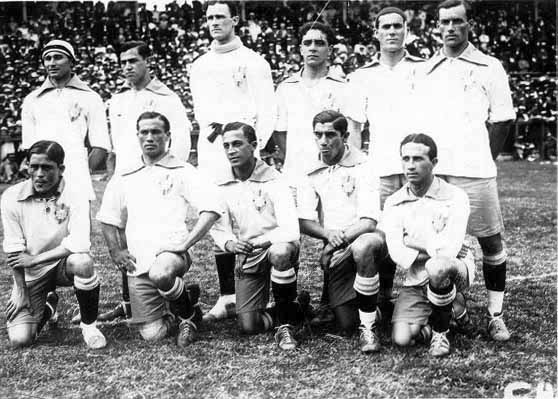
Copa America 1919, drużyna Brazylii

Copa América 1919 – trzecie mistrzostwa kontynentu południowoamerykańskiego, odbyły się w dniach 11 – 29 maja 1919 roku w Brazylii. Uczestniczyły w nich cztery reprezentacje (te same co dotychczas): Argentyny, Urugwaju, Brazylii i Chile. Grano systemem każdy, z każdym, a o zwycięstwie w turnieju decydowała końcowa tabela.

## Uczestnicy

### Argentyna
| Zawodnik               | Klub                             |
| ---------------------- | -------------------------------- |
| Andrés Barcos          | Estudiantes La Plata             |
| Enrique Brichetto      | Boca Juniors                     |
| Pedro Calomino         | Boca Juniors                     |
| Roberto Castagnola     | Racing Club de Avellaneda        |
| José Clarke            | Porteño Buenos Aires             |
| Antonio Roque Cortella | Boca Juniors                     |
| Faivre                 | Gimnasia y Esgrima Rosario       |
| Roberto Felices        | Gimnasia y Esgrima La Plata      |
| Carlos Isola           | River Plate                      |
| Carlos Izaguirre       | Porteño Buenos Aires             |
| José Laiolo            | River Plate                      |
| Alfredo Martín         | Boca Juniors                     |
| Pedro Martínez         | CA Huracán                       |
| Ernesto Mattozzi       | Estudiantil Porteño Buenos Aires |
| Juan Nelusco Perinetti | Racing Club de Avellaneda        |
| Armando Reyes          | Racing Club de Avellaneda        |
| Nicolás Rofrano        | River Plate                      |
| Emilio Sande           | Porteño Buenos Aires             |
| Ernesto Scoffano       | Eureka Buenos Aires              |
| J. G. Shilley          | San Isidro Buenos Aires          |
| Eduardo Uslenghi       | Porteño Buenos Aires             |

### Brazylia
| Zawodnik                                 | Klub                         |
| ---------------------------------------- | ---------------------------- |
| AMÍLCAR Barbuy                           | Corinthians Paulista         |
| ARLINDO Correia Pacheco                  | América Rio de Janeiro       |
| ARNALDO Patusca Silveira                 | Santos FC                    |
| Spartaco BIANCO Gambini                  | Palestra Itália              |
| Oscar Cyrilo CARREGAL                    | CR Flamengo                  |
| DIONYSIO Álvaro dos Santos               | Ypiranga São Paulo           |
| FORMIGA – Afrodísio Xavier Camargo       | Ypiranga São Paulo           |
| Agostinho FORTES Filho                   | Fluminense Rio de Janeiro    |
| Arthur FRIEDENREICH                      | Paulistano São Paulo         |
| Armando Almeida GALO                     | CR Flamengo                  |
| HAROLDO Pereira Domingues                | Santos FC                    |
| HÉITOR – Ettore Marcelino Domingos       | Palestra Itália              |
| LAÍS – Arthur Antunes de Morães e Castro | Fluminense Rio de Janeiro    |
| MARCOS Carneiro de Mendonça              | Fluminense Rio de Janeiro    |
| Álvaro MARTINS                           | São Cristóvão Rio de Janeiro |
| LUIZ Maia de Bittencourt MENEZES         | Botafogo FR                  |
| Adolpho MILLÓN Júnior                    | Santos FC                    |
| NECO – Manoel Nunes                      | Corinthians Paulista         |
| Luís Bento PALAMONE                      | Mackenzie São Paulo          |
| Antônio PICAGLI                          | Palestra Itália              |
| PÍNDARO de Carvalho Rodrigues            | CR Flamengo                  |
| SÉRGIO Pereira (I)                       | Paulistano São Paulo         |
| Trener: HAROLDO Domingues                |                              |

### Chile
| Zawodnik             | Klub                          |
| -------------------- | ----------------------------- |
| Telésforo Báez       | Santiago Wanderers            |
| Héctor Baeza         | Santiago Wanderers            |
| Carlos Del Río       | CD Fernández Vial             |
| Aurelio Domínguez    | Artillero de Costa Talcahuano |
| Guillermo Frez       | La Cruz Valparaíso            |
| Alfredo France       | Estrella del Mar Talcahuano   |
| Eufelio Fuentes      | La Cruz Valparaíso            |
| Francisco Gatica     | Eleuterio Ramírez Santiago    |
| Oscar González       | Artillero de Costa Talcahuano |
| Manuel Guerrero      | La Cruz Valparaíso            |
| Horacio Muñoz        | CD Fernández Vial             |
| Ulises Poirier       | La Cruz Valparaíso            |
| Víctor Varas         | -                             |
| Trener: Héctor Parra |                               |

### Urugwaj
| Zawodnik                  | Klub                      |
| ------------------------- | ------------------------- |
| José Benincasa            | CA Peñarol                |
| Roberto Chery             | CA Peñarol                |
| Juan Delgado              | CA Peñarol                |
| Alfredo Foglino           | Club Nacional de Football |
| Isabelino Gradín          | CA Peñarol                |
| Rodolfo Marán             | Club Nacional de Football |
| Ricardo Medina            | Central Montevideo        |
| Rogelio Naguil            | Club Nacional de Football |
| José Pérez                | CA Peñarol                |
| Omar Pérez                | Montevideo Wanderers      |
| Angel Romano              | Club Nacional de Football |
| Cayetano Saporiti         | Montevideo Wanderers      |
| Carlos Scarone            | Club Nacional de Football |
| Héctor Pedro Scarone      | Club Nacional de Football |
| Pascual Somma             | Club Nacional de Football |
| José Vanzzino             | Club Nacional de Football |
| Manuel Varela             | CA Peñarol                |
| Alfredo Zibechi           | Club Nacional de Football |
| Trener: Severino Castillo |                           |

## Mecze

### Brazylia–Chile
| BRAZYLIA – CHILE 6:0 (3:0)                                                                                        |
| --- |
| 11 maja 1919, Rio de Janeiro, Stadion das Laranjeiras (widzów 20 000)                                             |
| Sędzia: Juan Pedro Barbera                                                                                        |
| BRAZYLIA: Marcos – Píndaro, Bianco – Sergio I, Amílcar, Galo – Luiz Meneses, Neco, Friedenreich, Haroldo, Arnaldo |
| CHILE: Guerrero – Gatica, Poirier – Baeza, González, Domínguez – Báez, Fuentes, France, Muńoz, Varas              |
| Bramki: 1:0 Friedenreich 19, 2:0 Neco 21, 3:0 Friedenreich 38, 4:0 Friedenreich 76, 5:0 Haroldo 79, 6:0 Neco 83   |

### Urugwaj–Argentyna
| URUGWAJ – ARGENTYNA 3:2 (2:1)                                                                                       |
| --- |
| 13 maja 1919, Rio de Janeiro, Stadion das Laranjeiras (widzów 18 000)                                               |
| Sędzia: Robert L. Todd                                                                                              |
| URUGWAJ: Saporiti – Varela, Foglino – Delgado, Zibechi, Vanzzino – Pérez, H.Scarone, C.Scarone, Gradín, Romano      |
| ARGENTYNA: Isola – Cortella, Reyes – Mattozzi, Uslenghi, Martínez – Calomino, Laiolo, Clarcke, Izaguirre, Perinetti |
| Bramki: 1:0 C.Scarone 19, 2:0 H.Scarone 23, 2:1 Izaguirre 34, 2:2 Varela 79 s, 3:2 Gradín 85                        |

### Urugwaj–Chile
| URUGWAJ – CHILE 2:0 (2:0)                                                                                  |
| --- |
| 17 maja 1919, Rio de Janeiro, Stadion das Laranjeiras (widzów 8000)                                        |
| Sędzia: Adilton Ponteado                                                                                   |
| URUGWAJ: Chery – Varela, Foglino – Naguil, Zibechi, Vanzzino – Pérez, H.Scarone, C.Scarone, Gradín, Romano |
| CHILE: Guerrero – Gatica, Poirier – Baeza, González, Domínguez – Del Río, Báez, Fuentes, France, Varas     |
| Bramki: 1:0 C.Scarone 31, 2:0 Pérez 43                                                                     |

### Brazylia–Argentyna
| BRAZYLIA – ARGENTYNA 3:1 (1:0)                                                                                           |
| --- |
| 18 maja 1919, Rio de Janeiro, Stadion das Laranjeiras (widzów 22 000)                                                    |
| Sędzia: Robert L. Todd                                                                                                   |
| BRAZYLIA: Marcos – Píndaro, Bianco – Sergio I, Amílcar, Fortes – Millón, Neco, Friedenreich, Héitor Domingues, Arnaldo   |
| ARGENTYNA: Isola – Castagnola, Reyes – Mattozzi, Uslenghi, Martínez – Calomino, Brichetto, Clarcke, Izaguirre, Perinetti |
| Bramki: 1:0 Héitor Domingues 22, 2:0 Amílcar 57, 2:1 Izaguirre 65, 3:1 Millón 77                                         |

### Argentyna–Chile
| ARGENTYNA – CHILE 4:1 (3:1)                                                                                         |
| --- |
| 22 maja 1919, Rio de Janeiro, Stadion das Laranjeiras (widzów 15 000)                                               |
| Sędzia: Joaquim Antônio Leite de Castro                                                                             |
| ARGENTYNA: Isola – Castagnola, Reyes – Mattozzi, Felice, Martínez – Calomino, Martín, Clarcke, Izaguirre, Perinetti |
| CHILE: Guerrero – Gatica, Poirier – Baeza, González, Domínguez – Del Río, Muńoz, Fuentes, France, Frez              |
| Bramki: 1:0 Clarcke 10, 2:0 Izaguirre 13, 3:0 Clarcke 23, 3:1 France 33, 4:1 Clarcke 62                             |

### Brazylia–Urguwaj
| BRAZYLIA – URUGWAJ 2:2 (1:2)                                                                                           |
| --- |
| 26 maja 1919, Rio de Janeiro, Stadion das Laranjeiras (widzów 23 000)                                                  |
| Sędzia: Robert L. Todd ENG ( Miguel Guerrero, Carlos Izaguirre)                                                        |
| BRAZYLIA: Marcos – Píndaro, Bianco – Sergio I, Amílcar, Fortes – Millón, Neco, Friedenreich, Héitor Domingues, Arnaldo |
| URUGWAJ: Saporiti – Varela, Foglino – Naguil, Zibechi, Vanzzino – Pérez, H.Scarone, C.Scarone, Gradín, Marán           |
| Bramki: 0:1 Gradín 13, 0:2 C.Scarone 17, 1:2 Neco 29, 2:2 Neco 63                                                      |

### Brazylia–Urguwaj– decydujący baraż
| BRAZYLIA – URUGWAJ 1:0 (0:0, 0:0, 0:0, 0:0, 0:0)                                                                                          |
| --- |
| 29 maja 1919, Rio de Janeiro, Stadion das Laranjeiras (widzów 35 000)                                                                     |
| Sędzia: Juan Pedro Barbera |
| BRAZYLIA: Marcos – Píndaro, Bianco – Sergio I, Amílcar, Fortes – Millón, Neco, Friedenreich, Héitor Domingues, Arnaldo                    |
| URUGWAJ: Saporiti – Varela, Foglino – Naguil, Zibechi, Vanzzino – Pérez, H.Scarone, C.Scarone, Gradín, Marán                              |
| Bramki: 1:0 Friedenreich 122 |
| Uwaga: Rozegrano 4 dogrywki po 15 minut, dzięki czemu mecz ten trwał 150 minut i do dziś jest najdłuższym meczem w historii Copa América. |

## Podsumowanie

### Wyniki
Wszystkie mecze rozgrywano w Rio de Janeiro na stadionie das Laranjeiras
| Brazylia  | 6 – 0 (3-0) | Chile     |
| Urugwaj   | 3 – 2 (2-1) | Argentyna |
| Urugwaj   | 2 – 0 (2-0) | Chile     |
| Brazylia  | 3 – 1 (1-0) | Argentyna |
| Argentyna | 4 – 1 (3-1) | Chile     |
| Brazylia  | 2 – 2 (1-2) | Urugwaj   |

### Końcowa tabela
| Poz | Klub      | Mecze | Zw | Rem | Por | Pkt | BrZd | BrStr |
| --- | --------- | ----- | -- | --- | --- | --- | ---- | ----- |
| 1   | BRAZYLIA  | 3     | 2  | 1   | 0   | 5   | 11   | 3     |
| 2   | URUGWAJ   | 3     | 2  | 1   | 0   | 5   | 7    | 4     |
| 3   | ARGENTYNA | 3     | 1  | 0   | 2   | 2   | 7    | 7     |
| 4   | CHILE     | 3     | 0  | 0   | 3   | 0   | 1    | 12    |

Ponieważ drużyny Brazylia i Urugwaj uzyskały jednakową liczbę punktów rozegrano między nimi mecz decydujący o mistrzostwie.

### Mecz dodatkowy (Finał)
- 29.05.1919 Río de Janeiro, das Laranjeiras

Brazylia – Urugwaj 1:0 (0:0, 0:0, 0:0, 0:0, 0:0), po dogrywce
Był to najdłuższy mecz w historii Copa América, gdyż do rozstrzygnięcia finałowej rywalizacji potrzeba było czterech serii dogrywek po 15 min, stąd cały mecz w sumie trwał 150 minut!
Trzecim triumfatorem turnieju Copa América został po raz pierwszy zespół Brazylii.

### Strzelcy bramek
| Gole  | Piłkarze                                                           |
| ----- | ------------------------------------------------------------------ |
| 4     | Friedenreich, Neco                                                 |
| 3     | Clarcke, Izaguirre C.Scarone                                       |
| 2     | Gradín                                                             |
| 1     | Amílcar, Haroldo, Héitor Domingues, Millón France H.Scarone, Pérez |
| samob | Varela (dla Argentyny)                                             |

### Sędziowie
| Mecze | Sędziowie                                         |
| ----- | ------------------------------------------------- |
| 3     | Robert L. Todd                                    |
| 2     | Juan Pedro Barbera                                |
| 1     | Joaquim Antônio LEITE DE CASTRO, Adilton PONTEADO |